# 사찰

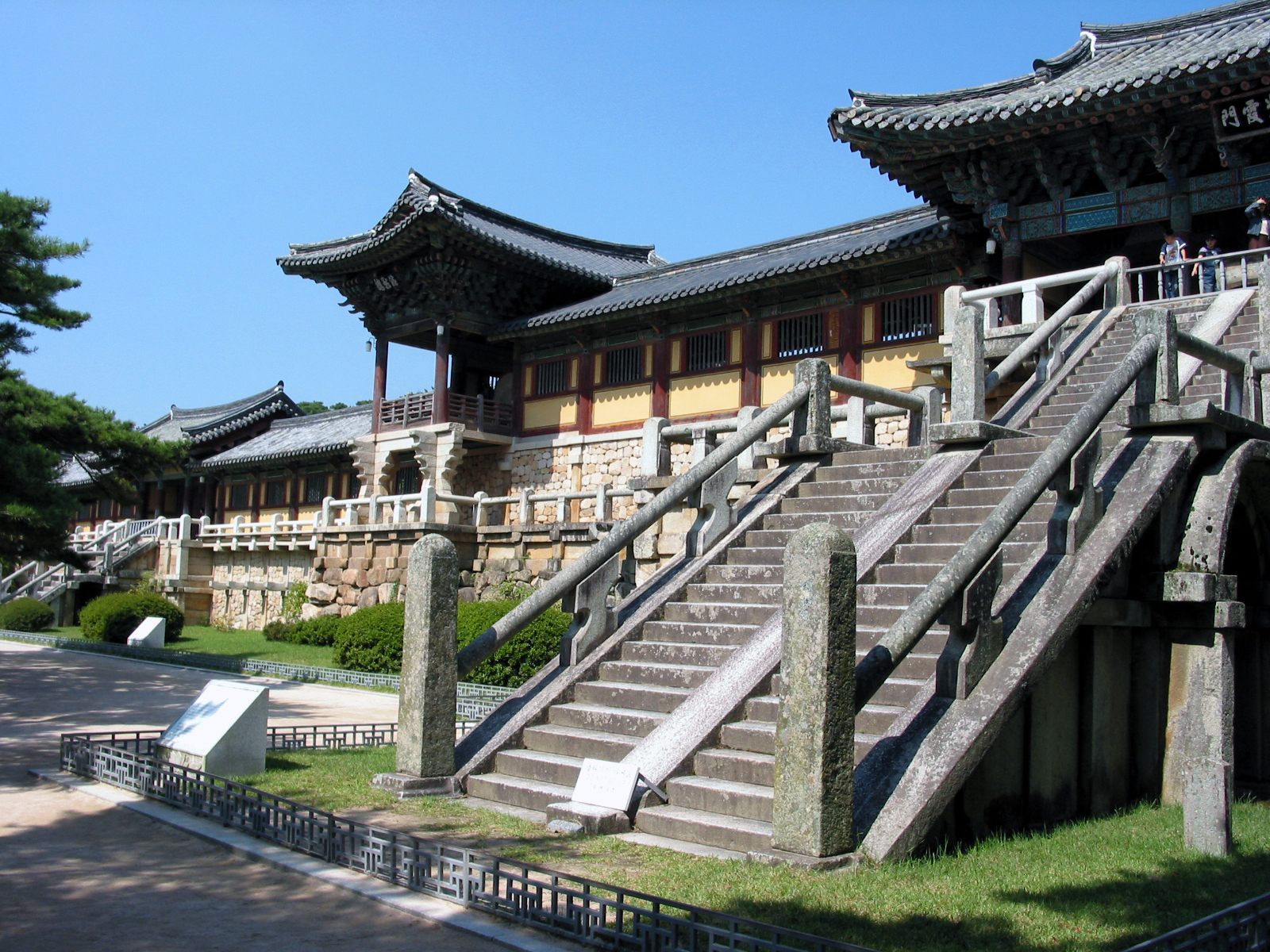
경상북도 경주시 불국사의 청운교와 백운교

사찰(寺刹, 영어: Buddhist Temple)은 승려들이 머물며 수행과 예불을 하는 장소이다. 순우리말로는 절이라고 하고 사(寺), 사찰, 사원, 가람, 도량, 정사 등의 여러 한자 단어로도 불린다.
한국, 중국, 일본처럼 대승불교가 주된 곳은 사찰 등의 용어를 주로 쓰지만, 소승불교가 주된 동남아시아 등지의 국가들은 사원이라는 용어를 더 많이 써서 보통 불교사원(佛敎寺院)이라고 부른다.
참고로, 큰 사찰에 딸린 작은 절을 암자(庵子)라고 부른다.

## 어원의 유래

### 사(寺)
사(寺)는 원래 중국 관청을 가리키는 말이었다. 그런데, 인도 승려인 마등과 법난이 중국에 있는 흥려사라는 관청에 머물렀다. 그 뒤에 이 승려들이 머물 절을 새로 지었는데, 이름을 불경을 싣고 온 흰말을 기려서 백마사라고 부른데서 유래하였다고 한다.

### 사원
사원(寺院, 寺園)의 유래 역시 중국이다. 당나라시대에 대자은사라는 절에서 경전을 번역풀이하는 번경원(經院)을 세웠다고 한다. 이것이 절에 원이라는 이름을 쓴 처음 쓴 유래라고 하며, 그 뒤로 절을 사원이라고도 부른다고 한다.

### 사찰
햇살을 가리는 양산이 인도말로는 차트라(chattra)라고 한다. 이를 중국한자로 음차한 말이 찰다라(刹多羅)라고 하는데, 이를 줄여서 찰(刹)이라고 불렀다고 한다. 탑의 머리장식 맨 꼭대기 뾰족한 것을 ‘찰주(刹柱)’ 또는 ‘찰간(刹竿)’이라고 하는데, 이것이 있으면 멀러시도 탑의 위치를 알 수 있으므로, 찰과 탑은 같은 뜻의 용어가 되었다고 한다. 그래서 탑이 있는 절을 가리키는 용어가 사찰이다.

### 가람
인도 산스크리트어로 ‘상가(sangha)’는 승가(敎團)라는 한자로 번역되었는데, 이는 불교의 교단을 일컫는 말이다. ‘아라마(arama)’는 '뜰이 있는 즐거운 집'을 말한다고 한다. 이를 합쳐서 ‘상가라마’라고 불렀는데, 여기서 온 말이 가람이라고 한다.

### 도량
도량(道場)은 석가모니가 깨달음을 얻은 곳인 보리도량(菩提道場)이라는 뜻에서 왔다. 건물, 장소, 불도를 수행하거나 성취한 곳 등의 여러 의미를 가진다. 사찰이라는 뜻으로 가장 많이 쓰인다.

### 정사
정사(精舍)는 불교 최초의 절이라고 할 수 있는 죽림정사(竹林精舍)에서 유래한 말이다.

## 세계의 사찰

### 한국
한국에서는 조선시대에 불교가 탄압을 받으면서, 사찰들이 점차 산속으로 옮겨가게 되었다. 보통 대체로 부산광역시의 범어사, 경상남도 양산시의 통도사, 경상남도 합천군의 해인사 등이 유명하다.

### 일본

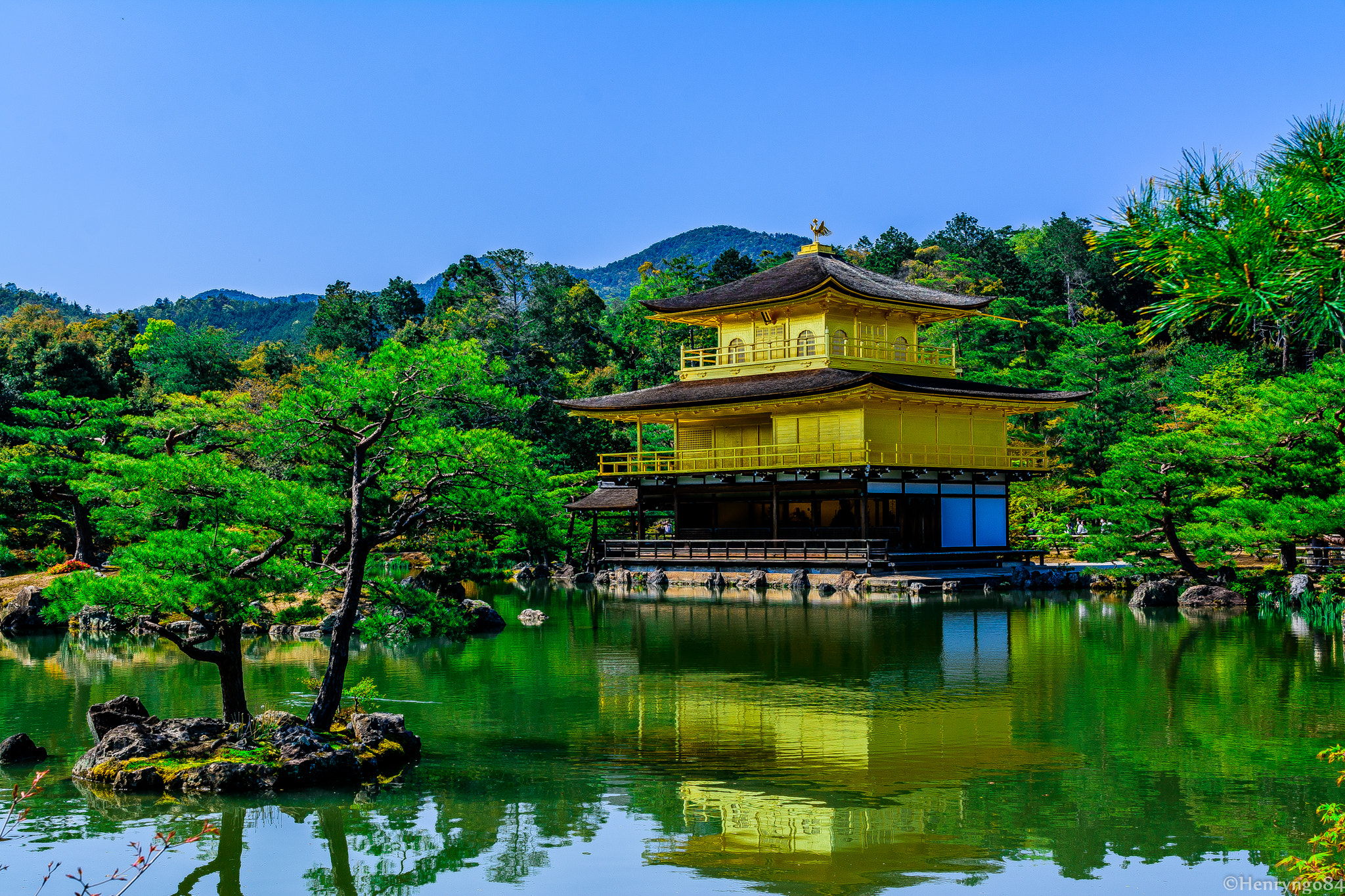
유네스코 세계유산에 등재된 일본의 로쿠온지

일본의 사찰은 신사와 함께 일본에서 가장 중요한 종교 건축물로 간주된다. 일본 전국시대 이후로 일본의 막부 및 각지의 영주들은 불교 사원을 건립하고 수리해왔다.
일본의 불교는 신토와 공존했지만 8세기에 불교가 국교가 되었고 사찰이 세워졌다.

### 미국
미국에 있는 한국 사찰은 대부분 현지 주택을 개조하거나 임대한 것이다.

## 사진

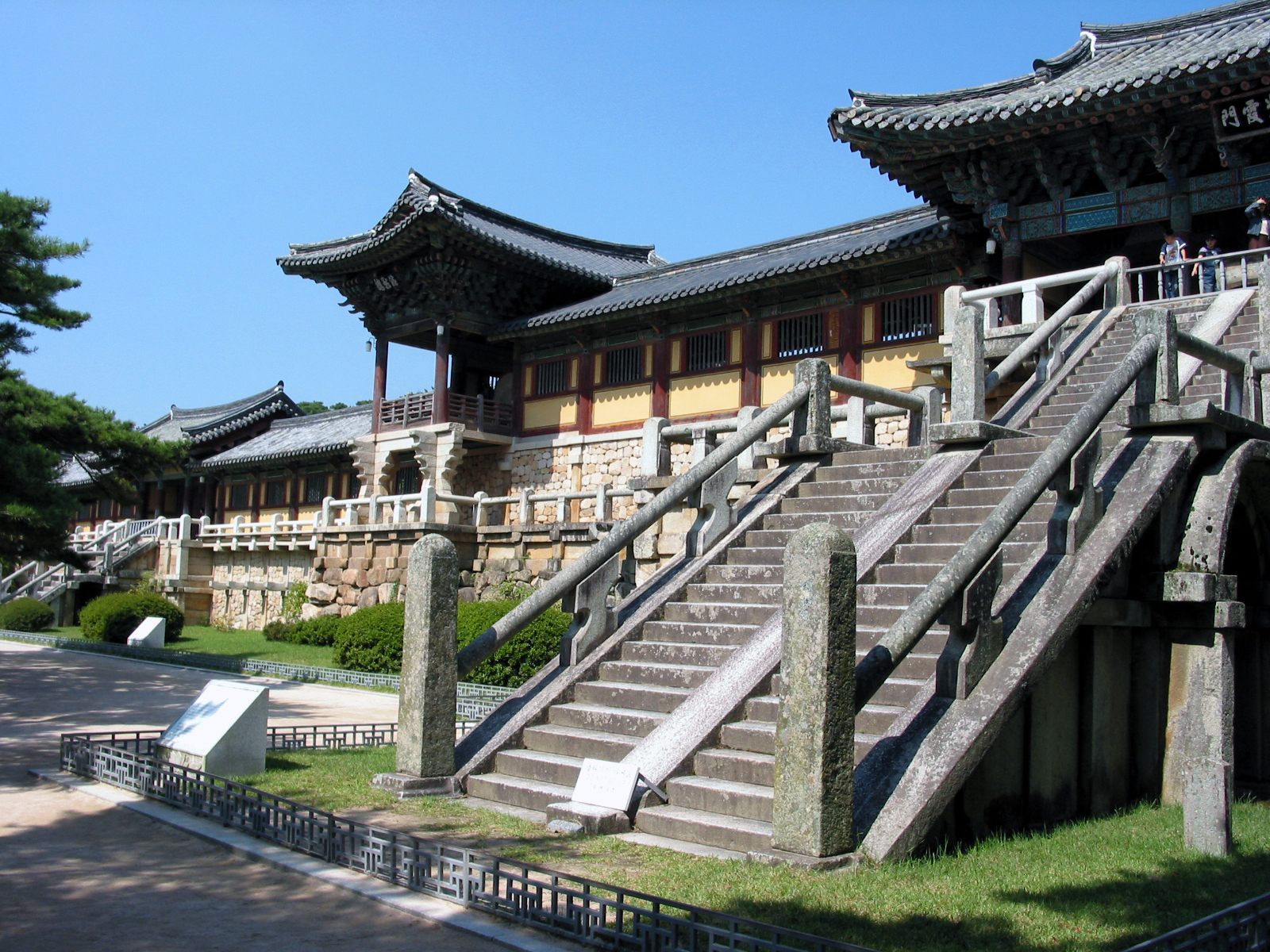
불국사 국보 제23호 청운교 및 백운교
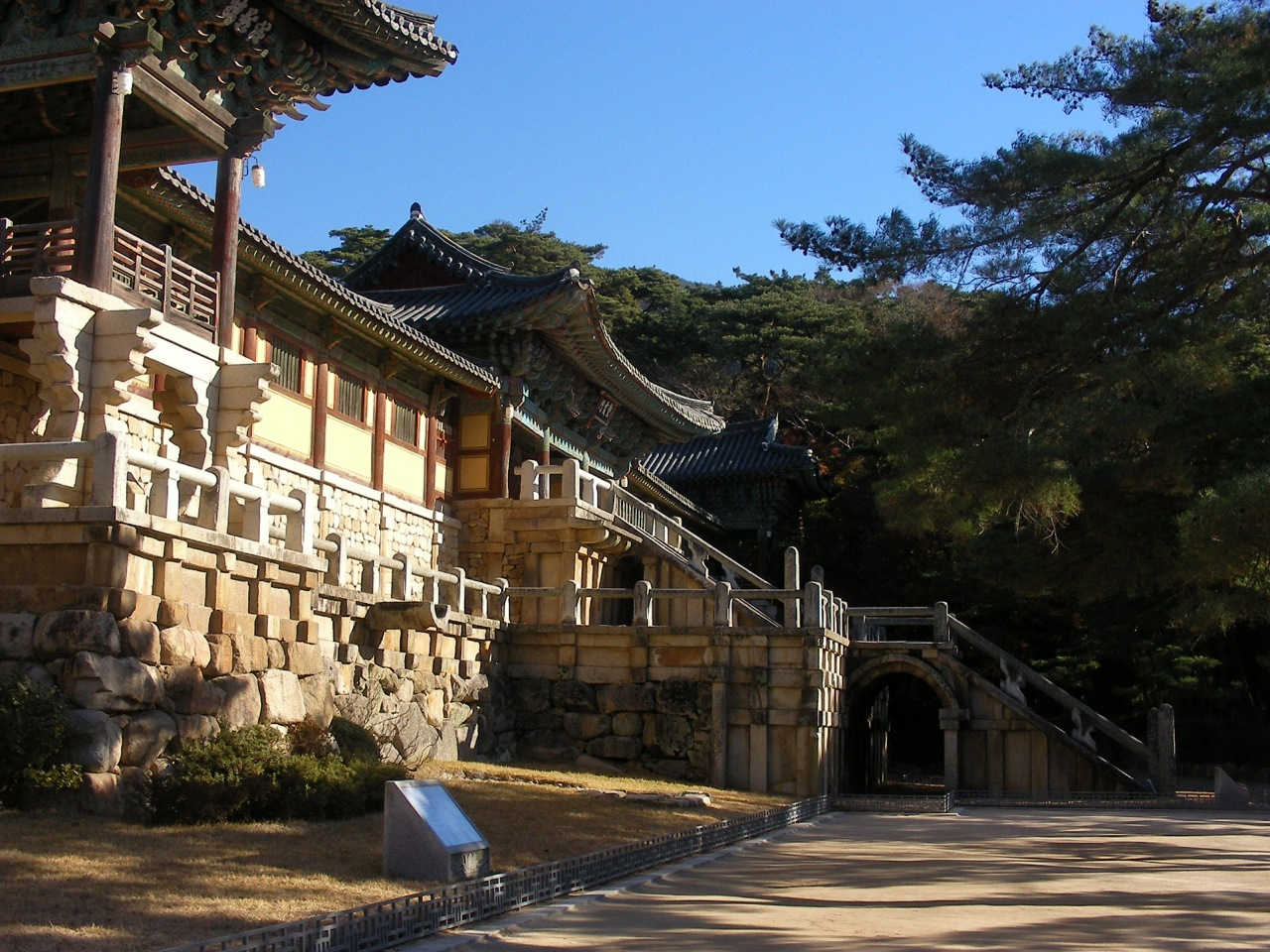
불국사 국보 제23호 청운교 및 백운교
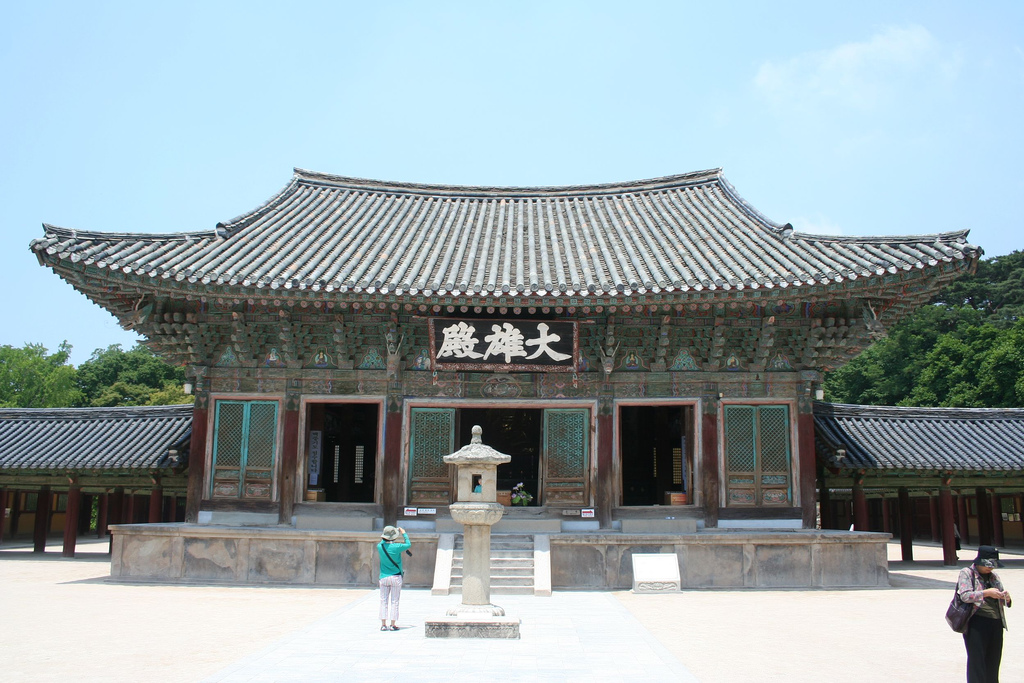
불국사 대웅전
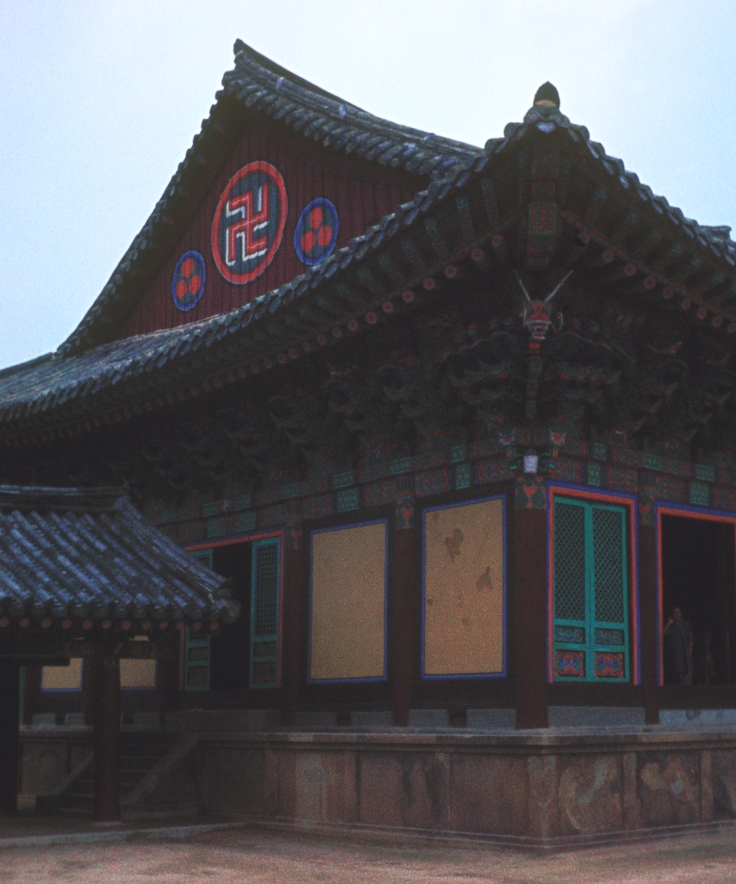
불국사
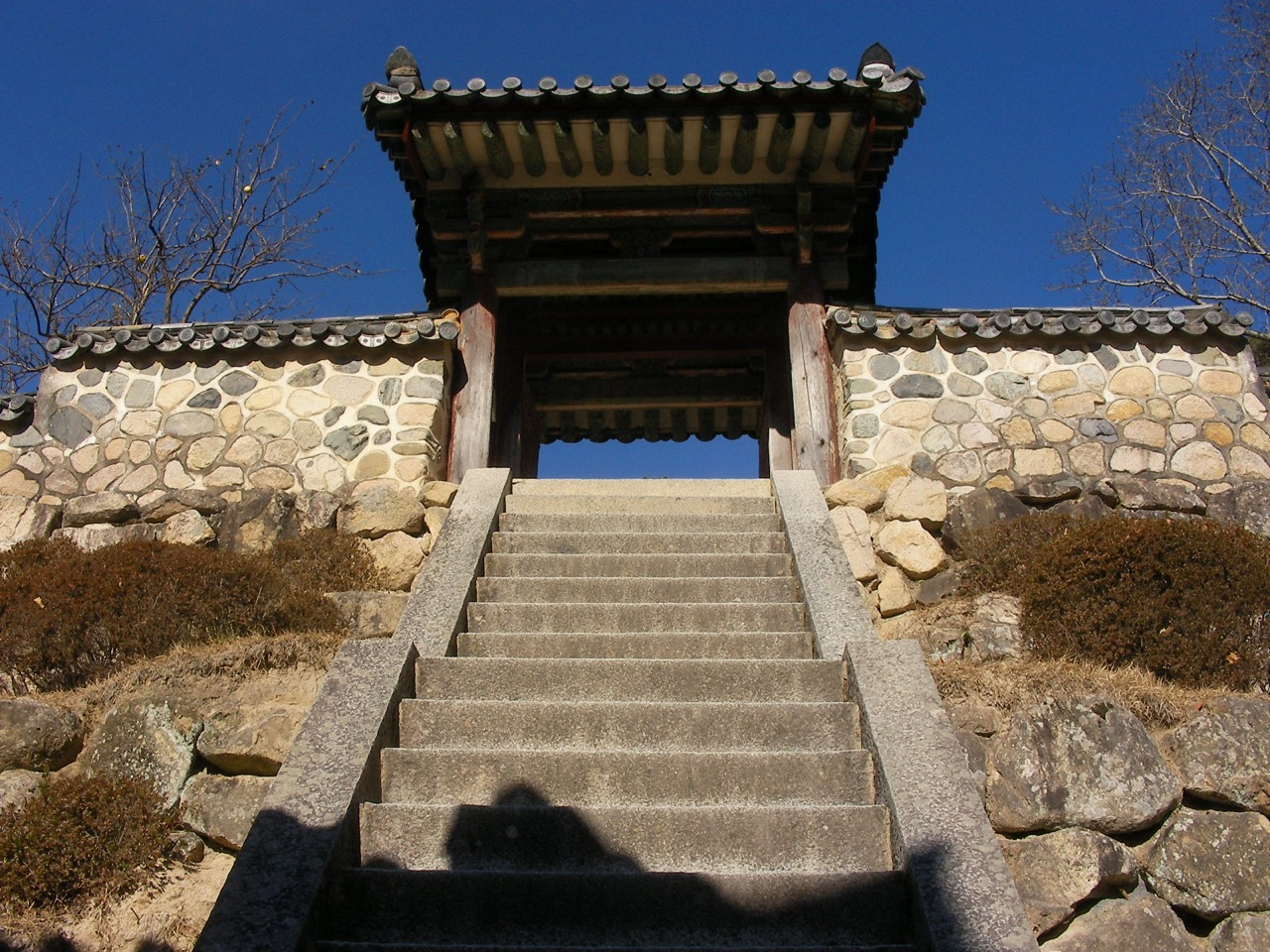
불국사
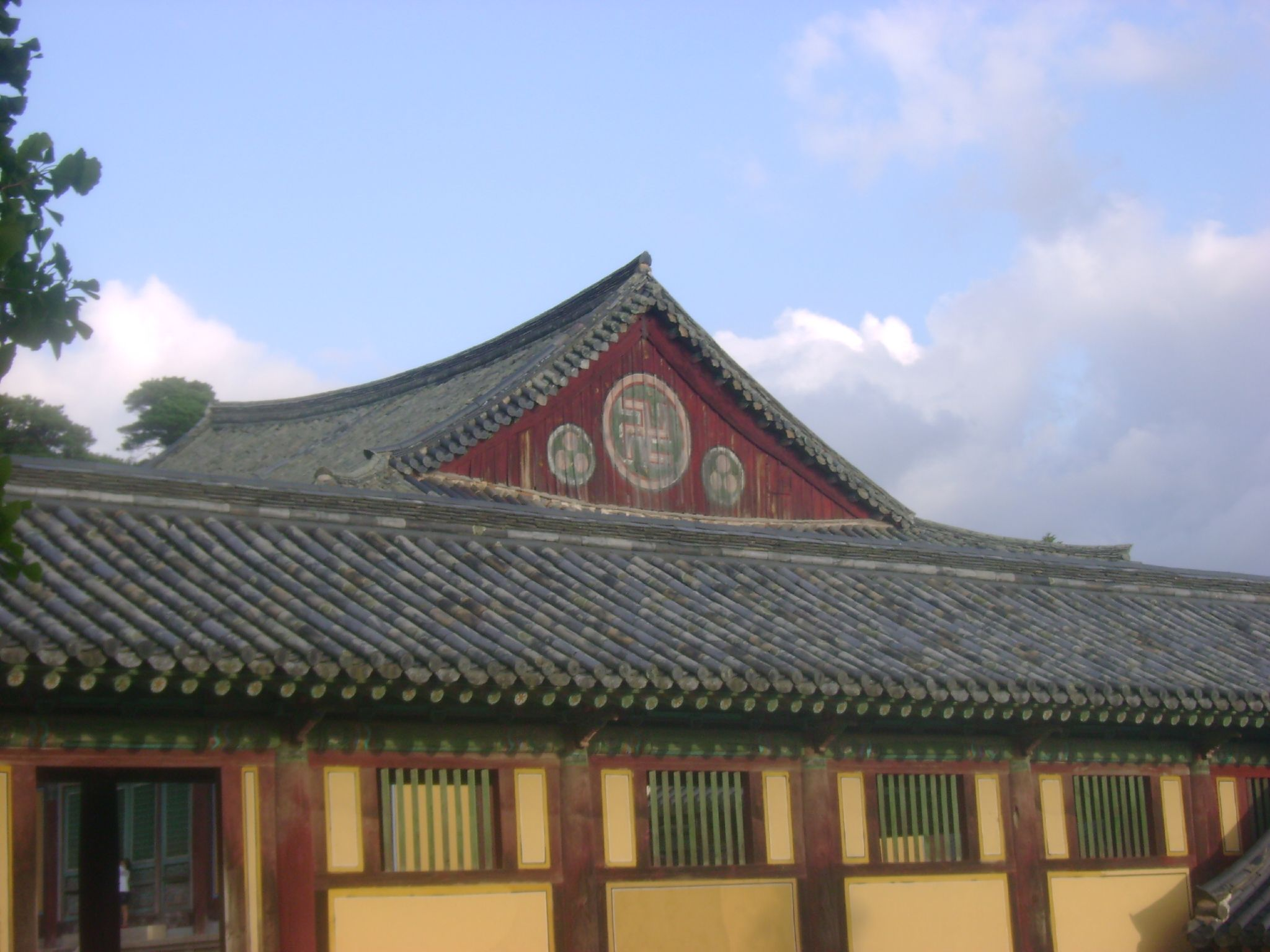
불국사
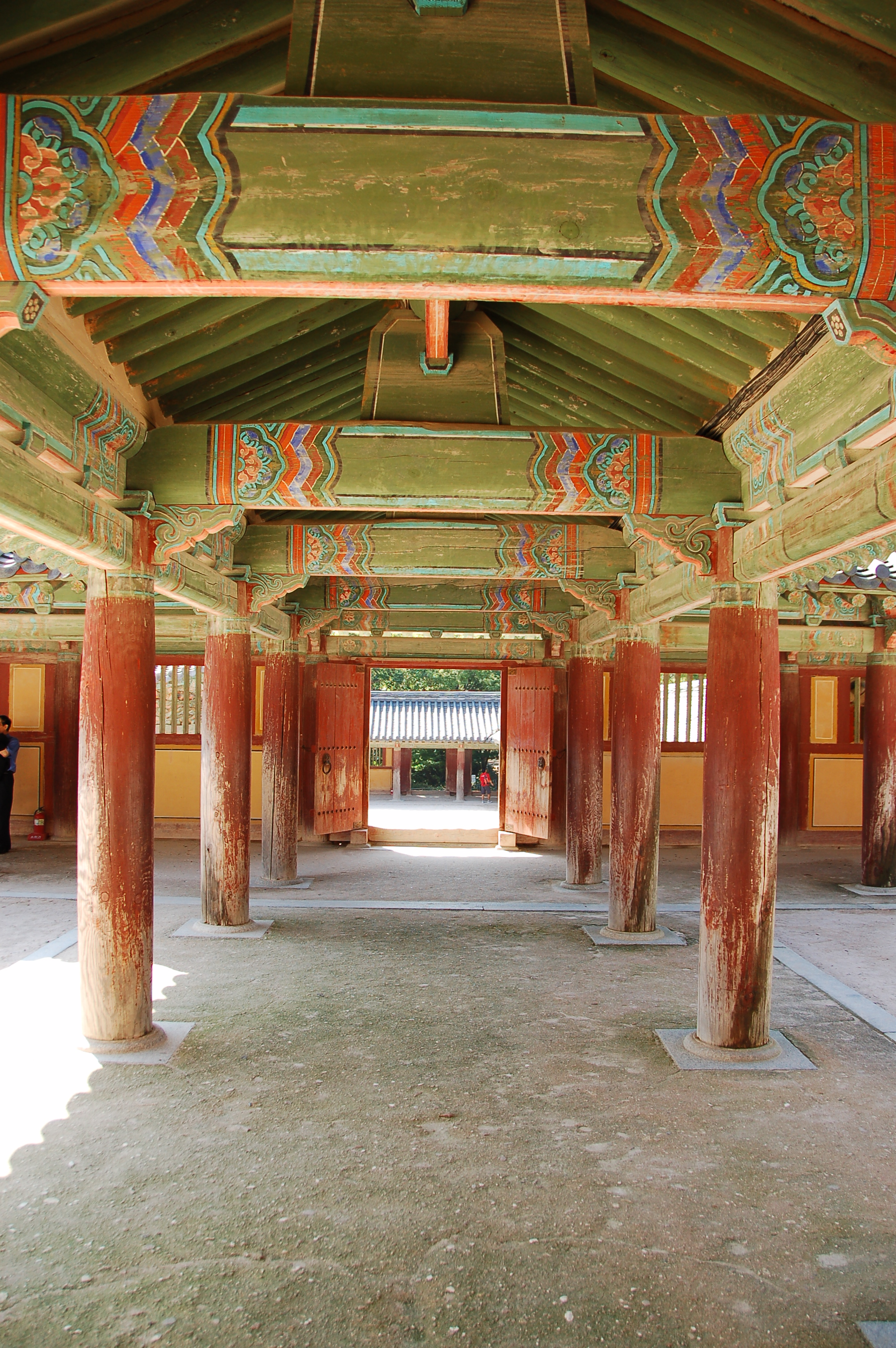
불국사 무설전
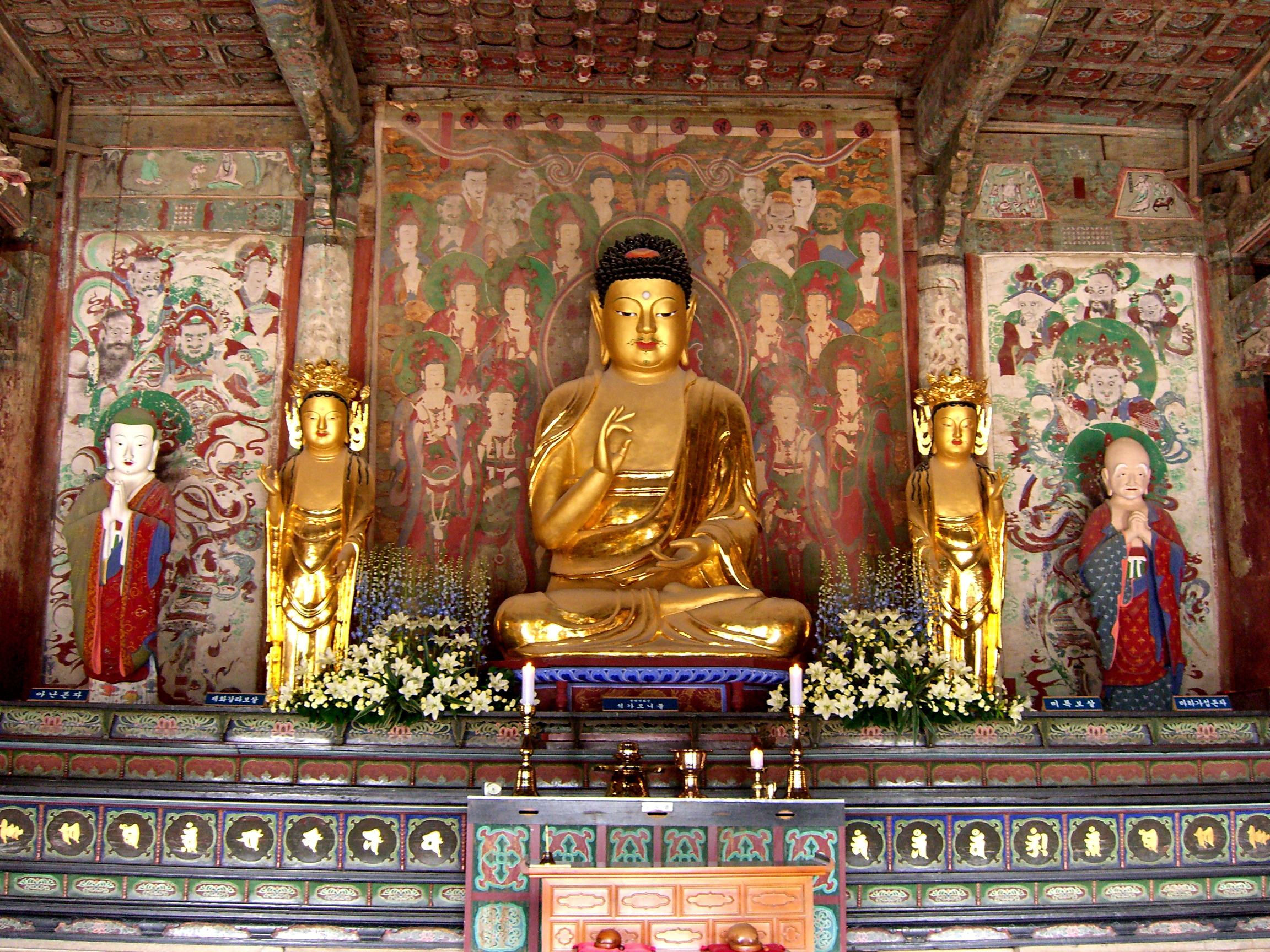
불국사
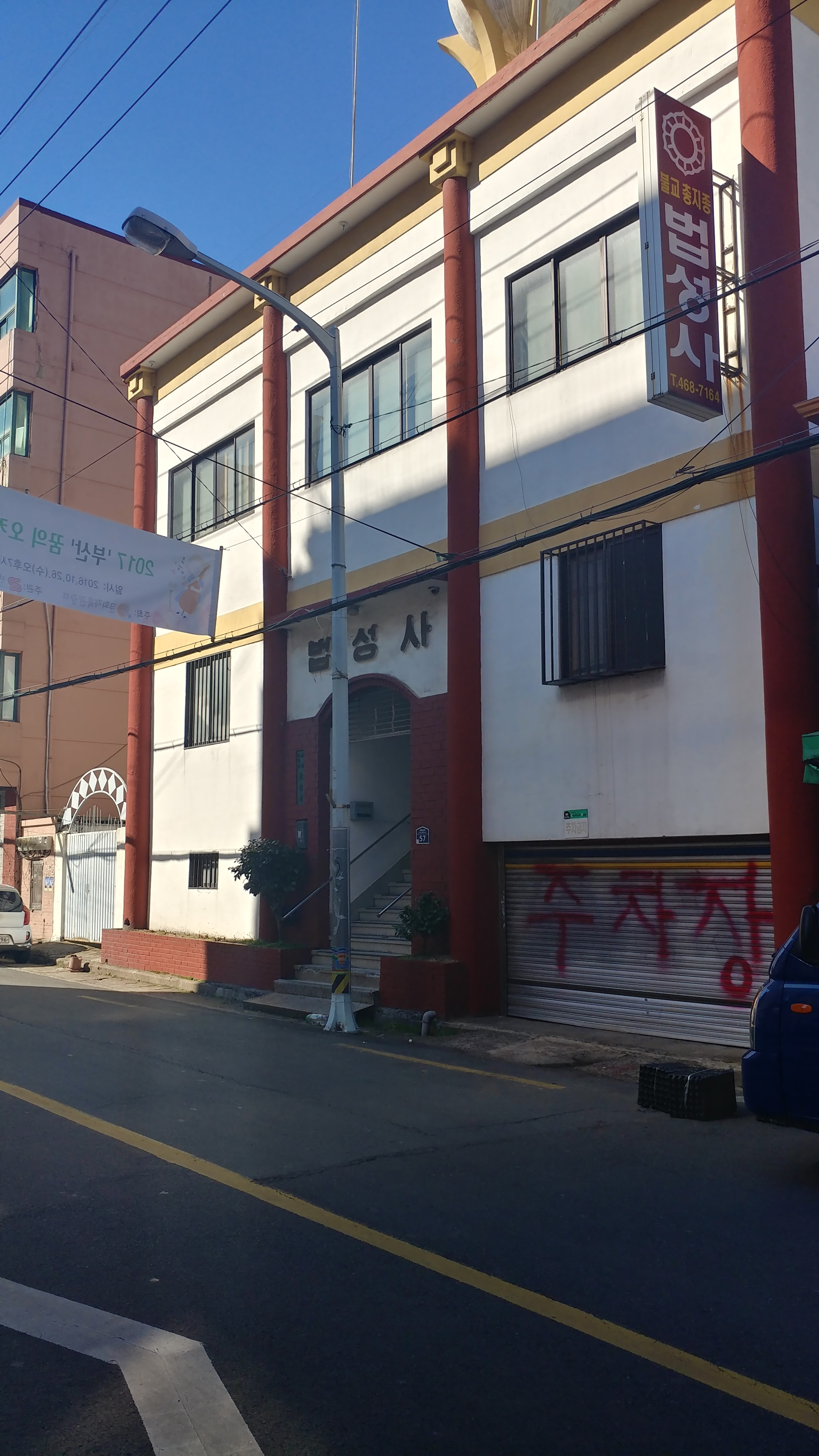
부산 법성사

## 같이 보기
- 석가모니
- 승가
- 귀의
- 오계
- 팔리어 대장경
- 포살
- 고타마 붓다의 보리수
- 비하라